# Moorefield (Virgínia Ocidental)
Moorefield é uma cidade  localizada no estado norte-americano de Virgínia Ocidental, no Condado de Hardy.

## Demografia
Segundo o censo norte-americano de 2000, a sua população era de 2375 habitantes.
Em 2006, foi estimada uma população de 2426, um aumento de 51 (2.1%).

## Geografia
De acordo com o United States Census Bureau tem uma área de
4,2 km², dos quais 4,2 km² cobertos por terra e 0,0 km² cobertos por água. Moorefield localiza-se a aproximadamente 298 m acima do nível do mar.

## Localidades na vizinhança
O diagrama seguinte representa as localidades num raio de 36 km ao redor de Moorefield.